# Олександрівська сільська рада (Снігурівський район)
Олекса́ндрівська сільська́ ра́да — орган місцевого самоврядування у Снігурівському районі Миколаївської області. Адміністративний центр — село Олександрівка.

## Загальні відомості
- Населення ради: 1 515 осіб (станом на 2001 рік)

## Населені пункти
Сільській раді підпорядковані населені пункти:
- с. Олександрівка
- с. Михайлівка

## Склад ради
Рада складається з 16 депутатів та голови.
- Голова ради: Валявська Валентина Петрівна
- Секретар ради: Драгуненко Оксана Миколаївна

### Керівний склад попередніх скликань
| Прізвище, ім'я, по батькові  | Основні відомості                                                 | Дата обрання | Дата звільнення |
| ---------------------------- | ----------------------------------------------------------------- | ------------ | --------------- |
| Резніченко Лідія Павлівна    | Сільський голова, 1956 року народження                            | 26.03.2006   | 31.10.2010      |
| Валявська Валентина Петрівна | Сільський голова, 1959 року народження, освіта вища, позапартійна | 31.10.2010   |                 |

Примітка: таблиця складена за даними сайту Верховної Ради України

### Депутати
За результатами місцевих виборів 2010 року депутатами ради стали:

#### За суб'єктами висування
| Суб'єкт висування                 | Кількість обраних депутатів | %    |
| --------------------------------- | --------------------------- | ---- |
| Партія регіонів                   | 10                          | 62,5 |
| Самовисування                     | 4                           | 25   |
| Комуністична партія України       | 1                           | 6,3  |
| Політична партія «Сильна Україна» | 1                           | 6,3  |

#### За округами
| № округу                          | Прізвище, ім'я, по батькові      | Дата визнання обраним | Освіта             | Партійна приналежність                  | Відомості про обраного депутата                     |
| --------------------------------- | -------------------------------- | --------------------- | ------------------ | --------------------------------------- | --------------------------------------------------- |
| Комуністична партія України       |                                  |                       |                    |                                         |                                                     |
| 14                                | Ахотнікова Любов Петрівна        | 05.11.2010            | середня            | член Комуністичної партії України       | тимчасово не працює                                 |
| Партія регіонів                   |                                  |                       |                    |                                         |                                                     |
| 1                                 | Жеребченко Ольга Василівна       | 05.11.2010            | вища               | член Партії регіонів                    | ТЦСО, соціальний працівник                          |
| 2                                 | Драгуненко Оксана Миколаївна     | 05.11.2010            | вища               | член Партії регіонів                    | Олександрівська сільська рада, секретар             |
| 3                                 | Гавановський Григорій Григорович | 05.11.2010            | середня            | член Партії регіонів                    | пенсіонер                                           |
| 4                                 | Дамчук Вікторія Олександрівна    | 05.11.2010            | вища               | член Партії регіонів                    | приватний підприємець                               |
| 6                                 | Недяк Володимир Миколайович      | 05.11.2010            | середня            | член Партії регіонів                    | приватний підприємець                               |
| 7                                 | Копайгора Наталія Сергіївна      | 05.11.2010            | середня            | член Партії регіонів                    | тимчасово не працює                                 |
| 8                                 | Працюк Валентина Василівна       | 05.11.2010            | вища               | член Партії регіонів                    | Олександрівська сільська рада, бухгалтер            |
| 11                                | Димашок Оксана Петрівна          | 05.11.2010            | середня спеціальна | член Партії регіонів                    | Олександрійський ДНЗ, двірник                       |
| 12                                | Костюченко Оксана Володимирівна  | 05.11.2010            | середня            | член Партії регіонів                    | Олександрівська загальноосвітня школа, техпрацівник |
| 13                                | Горбнко Тетяна Вікторівна        | 05.11.2010            | вища               | член Партії регіонів                    | Магазин, продавець                                  |
| Політична партія «Сильна Україна» |                                  |                       |                    |                                         |                                                     |
| 9                                 | Недяк Наталія Миколаївна         | 05.11.2010            | вища               | член Політичної партії «Сильна Україна» | приватний підприємець                               |
| Самовисування                     |                                  |                       |                    |                                         |                                                     |
| 5                                 | Волошанська Наталія Олексіївна   | 05.11.2010            | вища               | позапартійна                            | тимчасово не працює                                 |
| 10                                | Єрмолаєв Олександр Іванович      | 05.11.2010            | вища               | позапартійний                           | Фермерське господарство «Нива», голова              |
| 15                                | Соколенко Людмила Андріївна      | 05.11.2010            | середня спеціальна | позапартійна                            | Олександрійський ВЗ, поштарка                       |
| 16                                | Хомліченко Катерина Григорівна   | 05.11.2010            | середня            | позапартійна                            | тимчасово не працює                                 |